# Карадаглы, Айдын Чингиз оглы
Айды́н Чинги́з оглы́ Карадаглы́ (азерб. Aydın Çingiz oğlu Qaradağlı; 20 августа 1929, Куба — 28 января 1980, Баку) — диктор Комитета по Радиофикации и Радиовещанию при Совете Министров Азербайджанской ССР (с 1946 года), Управления Радиоинформации Министерства культуры Азербайджанской ССР (с 1954 года), Комитета по Телевидению и Радиовещанию при Совете Министров Азербайджанской ССР (с 1957 года), Государственного Комитета по Телевидению и Радиовещанию при Совете Министров Азербайджанской ССР (с 1970 года), заслуженный артист Азербайджанской ССР (1964); заложил основы профессиональной дикторской школы Азербайджана, обладатель редкого по тембру и выразительности голоса.
Внук азербайджанского педагога и историка Гасаналиага Хана Карадагского.

## Биографические данные
1944 — окончил среднюю школу.

1945 — окончил Бакинское Мореходное Училище.

1946 — зачислен диктором Комитета по Радиофикации и Радиовещанию при Совете Министров Азербайджанской ССР.

1948 — окончил Театральное училище им. М. Ф. Ахундова.

1949 — окончил Всесоюзные дикторские курсы в Москве.

1951—1954 — служил в рядах ВС СССР.

1955 — женился на Гюльтекин ханум Джаббарлы.

1956 — родилась дочь Ханум Карадаглы.

1959 — родилась дочь Айгюль Карадаглы.

1964 — заслуженный артист Азербайджанской ССР.

1966 — окончил Азербайджанский Государственный Театральный Институт.

1966 — родился сын Вугар Карадаглы.

1966—1968 гг. — Главный режиссёр Государственного Радио.

1970 — главный редактор Главной редакции программ.

1980 — скончался в возрасте 51 года.

## Роль голоса Айдына Карадаглы в азербайджанской культуре
Голос Карадаглы оказывал на слушателей сильнейшее морально-психологическое и эмоциональное воздействие.
Читая разного жанра материалы, — как политические, так и художественные, — он в равной мере достигал вершин правильного, выразительного чтения.
Руководствуясь в достижении мастерства принципами, заложенными великим актёром Казымом Зия, он довел до филигранной отшлифовки мастерство художественного чтения.